# Jan Dlask Vchynský
Jan Dlask Vchynský z Vchynic a Tetova (německy Johann Dlask Wchinsky von Wchinitz und Tettau, po roce 1471, Vchynice – 1521 ) byl český šlechtic, předek rodu Kinských, zakladatel drastské větve rodu.

## Život a rodina
Jan Dlask s bratrem vlastnil panství Vchynice a Oparno. Měl syny Václava, Kryštofa a Jiřího.